# Milorad Milutinović
Milorad Milutinović (en serbi: Милорад Mилутинoвић; 10 de març de 1935 - 12 de juliol de 2015) fou un futbolista serbi de la dècada de 1950 i entrenador.
Els seus germans Miloš i Bora també foren futbolistes.
Formà part de la selecció de Iugoslàvia al Mundial de 1958 però no arribà a disputar cap partit. Pel que fa a clubs, defensà els colors de Partizan, OFK Belgrad, Bor, La Chaux-de-Fonds, i Neuchâtel Xamax. D'aquest darrer club també en fou entrenador.

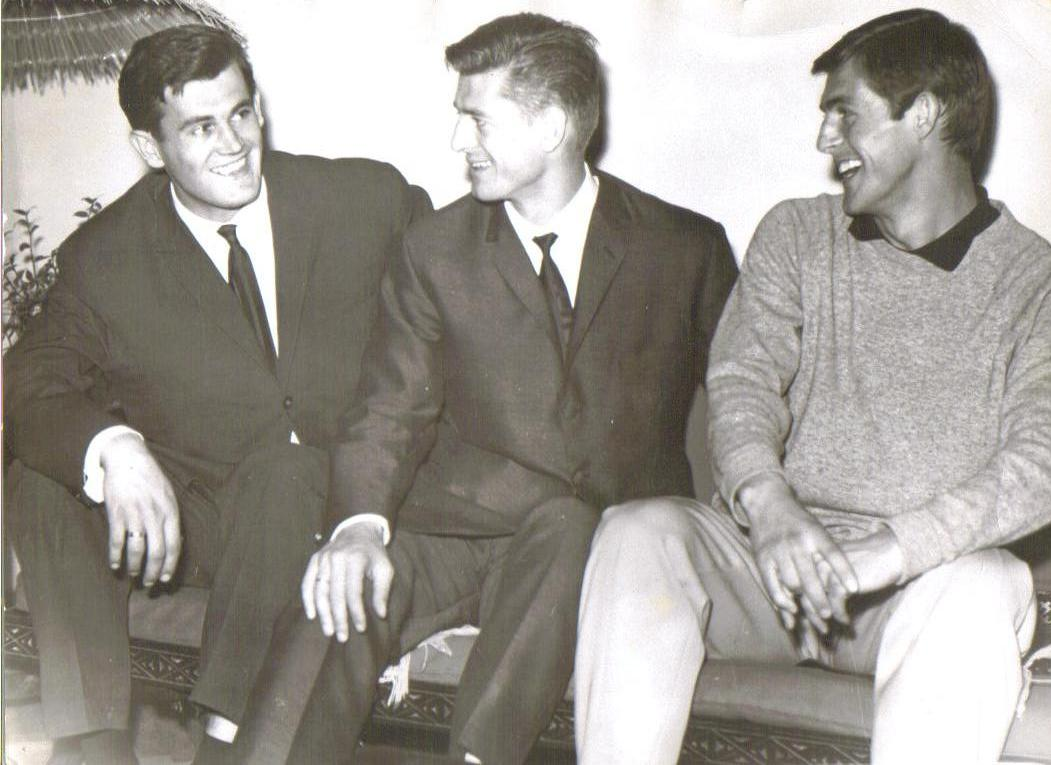
Els germans Milutinović : Milorad, Miloš (al centre) i Bora.